# Ола (Арканзас)
Ола (англ. Ola, Arkansas) — город, расположенный в округе Йелл (штат Арканзас, США) с населением в 1204 человека по статистическим данным переписи 2000 года.

## География
По данным Бюро переписи населения США Ола имеет общую площадь в 5,18 квадратных километров, из которых 4,92 кв. километров занимает земля и 0,26 кв. километров — вода. Площадь водных ресурсов округа составляет 5,02 % от всей его площади.
Город Ола расположен на высоте 110 метров над уровнем моря.

## Демография
По данным переписи населения 2000 года в Оле проживало 1204 человека, 283 семьи, насчитывалось 464 домашних хозяйств и 556 жилых домов. Средняя плотность населения составляла около 236 человека на один квадратный километр. Расовый состав Олы по данным переписи распределился следующим образом: 83,89 % белых, 0,42 % — чёрных или афроамериканцев, 0,25 % — коренных американцев, 0,25 % — азиатов, 0,17 % — выходцев с тихоокеанских островов, 2,08 % — представителей смешанных рас, 12,96 % — других народностей. Испаноговорящие составили 16,86 % от всех жителей города.
Из 464 домашних хозяйств в 33,6 % — воспитывали детей в возрасте до 18 лет, 41,6 % представляли собой совместно проживающие супружеские пары, в 14,2 % семей женщины проживали без мужей, 39,0 % не имели семей. 34,5 % от общего числа семей на момент переписи жили самостоятельно, при этом 17,9 % составили одинокие пожилые люди в возрасте 65 лет и старше. Средний размер домашнего хозяйства составил 2,44 человек, а средний размер семьи — 3,18 человек.
Население города по возрастному диапазону по данным переписи 2000 года распределилось следующим образом: 28,3 % — жители младше 18 лет, 8,3 % — между 18 и 24 годами, 26,5 % — от 25 до 44 лет, 18,9 % — от 45 до 64 лет и 18,0 % — в возрасте 65 лет и старше. Средний возраст жителей составил 36 лет. На каждые 100 женщин в Ола приходилось 88,1 мужчин, при этом на каждые сто женщин 18 лет и старше приходилось 84,0 мужчин также старше 18 лет.
Средний доход на одно домашнее хозяйство в городе составил 19 375 долларов США, а средний доход на одну семью — 24 125 долларов. При этом мужчины имели средний доход в 21 250 долларов США в год против 16 100 долларов среднегодового дохода у женщин. Доход на душу населения в городе составил 10 117 долларов в год. 20,1 % от всего числа семей в округе и 27,2 % от всей численности населения находилось на момент переписи населения за чертой бедности, при этом 36,9 % из них были моложе 18 лет и 29,9 % — в возрасте 65 лет и старше.